# 1158 Luda
1158 Luda är en asteroid i huvudbältet som upptäcktes den 31 augusti 1929 av den ryske astronomen Grigorij N. Neujmin vid Simeizobservatoriet på Krim. Asteroidens preliminära beteckning var 1929 QF. Den fick senare namn efter upptäckarens syster. Luda är diminutiv för Ludmilla.
Den tillhör asteroidgruppen Maria.
Ludas senaste periheliepassage skedde den 9 augusti 2020.[Uppdatering behövs] Asteroidens rotationstid har beräknats till 6,86 timmar.